# Ljerka Belak
Ljerka Belak, slovenska igralka, * 13. februar 1948, Ljubljana, † 21. april 2021.

## Življenjepis
Rodila se je 1948 v Ljubljani. Šolala se je na Šubičevi gimnaziji in Gimnaziji Poljane. Študirala je na Akademiji za gledališče, radio, film in televizijo v Ljubljani od leta 1965 do 1970 in kasneje leta 1993 diplomirala. Pred študijem je tudi obiskovala gledališko ter baletno šolo.
Igrala je v skoraj vseh slovenskih poklicnih gledališčih. Zaposlena pa je bila od 1971 do 1993 v Slovenskem ljudskem gledališču Celje, nato pa se je 1993 pridružila igralskemu ansamblu Mestnega gledališča ljubljanskega, kjer je bila vse do upokojitve. Ob delu v poklicnih gledališčih je ves čas sodelovala tudi z ljubiteljskimi gledališkimi skupinami doma in na avstrijskem Koroškem. Sodelovala pri več kot 200 radijskih igrah, v 20 televizijskih dramah in nekaj filmih (Kavarna Astoria, Carmen, ...). Živela je z Bogomirjem Verasom v okolici Ljubljane.
Po upokojitvi je bila poleg drugih občasnih projektov od 2012 dalje na Radiu Slovenija vodila oddajo STORŽ (Storž - Starejši v tretjem obdobju renesanse življenja) in Nedeljske dopoldneve z Ljerko in od leta 2014 do 2016 na televiziji Net TV kontaktno oddajo Dost mam!.

## Nagrade
Ljerka Belak je za svoje delo prejela leta 1981 Nagrado Prešernovega sklada, leta 1987 Severjevo nagrado, leta 1989 Borštnikovo nagrado za vlogo Gospe Peachum v Operi za tri groše in prejela je naziv Žlahtne komedijantke na Dnevih komedije v Celju za vlogo Služkinje Berte v uprizoritvi Stevardese pristajajo. Leta 2015 je prejela Borštnikov prstan in Ježkovo nagrado.

## Vir
1. ↑  Poslovila se je Ljerka Belak
2. ↑  »Umrla je gledališka in filmska igralka Ljerka Belak«. SiolNET. 25. april 2021. Pridobljeno 25. aprila 2021.
3. ↑  Prijatelj Videmšek, Maja (25. april 2021). »Umrla je Ljerka Belak«. Delo. Pridobljeno 25. aprila 2021.
4. ↑  »Borštnikov prstan letos prejme Ljerka Belak«. 7. oktober 2015. Pridobljeno 31. decembra 2015.
5. ↑  »Igralki Ljerki Belak letošnja Ježkova nagrada«. 2. marec 2016. Pridobljeno 3. marca 2016.